# Chepstow
Chepstow (Cas-gwent em galês) é uma cidadezinha  do País de Gales, no Reino Unido. Situada a sul do território, no Monmouthshire, tem 14.195 habitantes (censo 2001).
De Chepstow parte o Passeio Wales Coast, passeio que atravessa todo o limite com o Reino Unido e depois de 1.400 km chega atè Queensferry.

## Galeria fotográfica

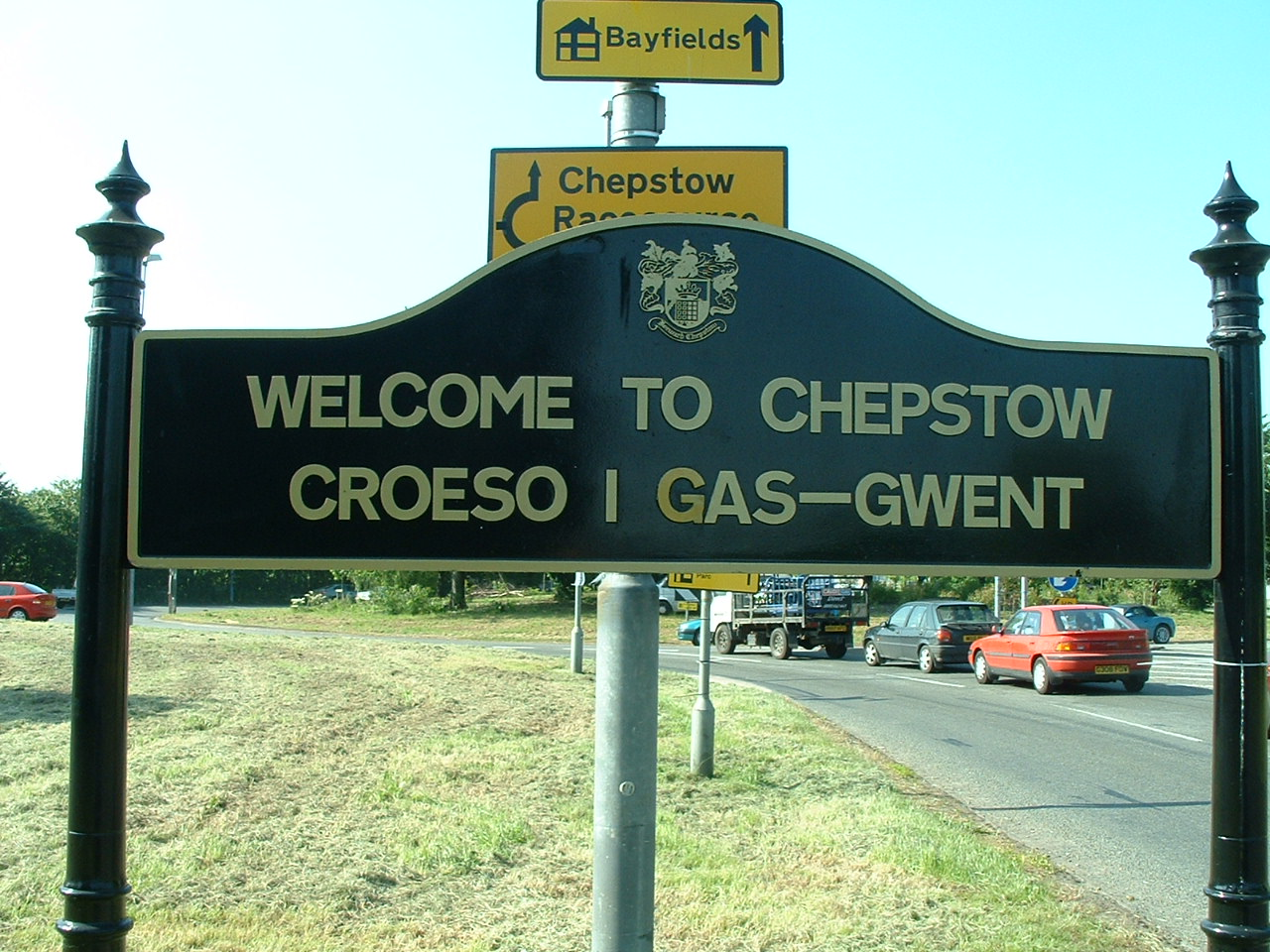
Placa de bem-vindo
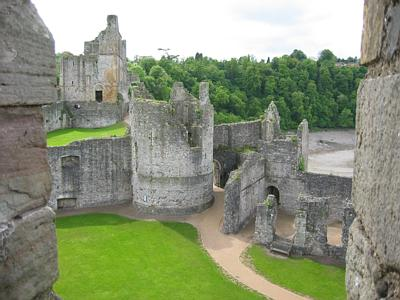
O antigo castelo da cidade